# Alexis Jenni

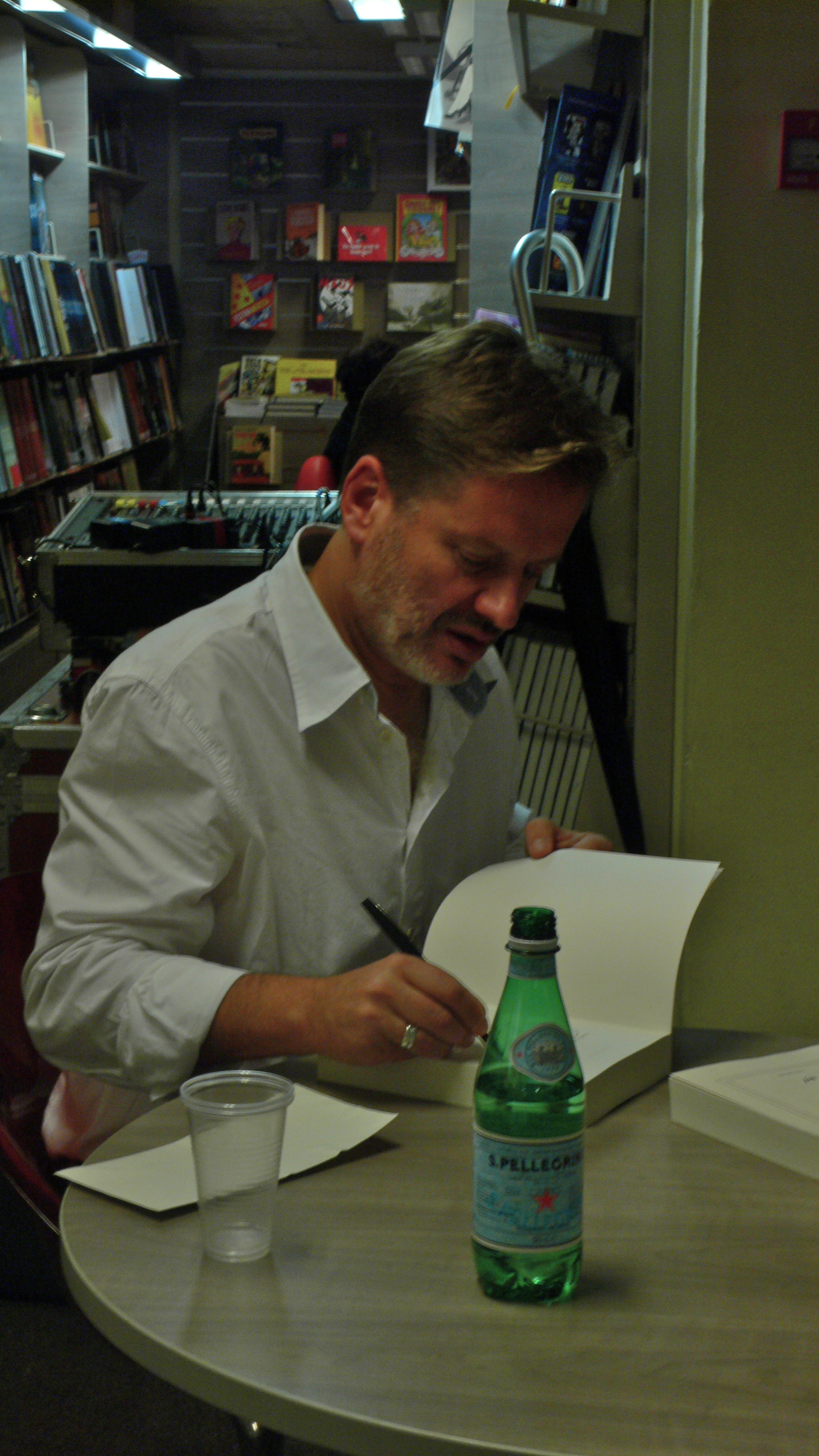
Alexis Jenni (2011)

Alexis Jenni (* im April 1963 in Lyon) ist ein französischer Biologielehrer und Schriftsteller.

## Leben
Jenni hat im Fach Biologie promoviert und unterrichtet Biologie am Lycee Saint-Marc in Lyon. Er ist verheiratet und hat drei Söhne.

## Erstlingswerk
Mit seinem Romandebüt L'Art français de la guerre gewann er im Jahr 2011 den Prix Goncourt, den bedeutendsten Literaturpreis in Frankreich. Der seit 1903 vergebene Prix Goncourt ist zwar nur mit symbolischen zehn Euro dotiert, doch er katapultiert die Autoren wochenlang in die Bestsellerlisten.
In Reaktion auf die Auszeichnung sagte Alexis Jenni: „Seit dem Ende meiner Studienzeit vor 20 Jahren habe ich verschiedene Texte geschrieben, die alle keinen Erfolg hatten. Ich dachte, ich würde immer nur ein Sonntagsschreiber bleiben, so wie es Sonntagsmaler gibt. An dem Buch habe ich fünf Jahre geschrieben.“
Der Roman beschäftigt sich mit der Kolonialgeschichte Frankreichs in Indochina und Algerien; bei beiden ist eine asymmetrische Kriegführung erkennbar. Dahinter verbirgt sich eine Analyse des heutigen Frankreich, die der Hypothese nachgeht, dass die heutigen Umgangsformen der französischen Gesellschaft und insbesondere der Front National mit den Einwanderern ihre Wurzeln in der Zeit der Kolonialkriege haben, als eine Politik der Stärke eingeübt wurde.
L'Art français de la guerre war ebenfalls für den Prix Médicis und den Prix Femina nominiert.

## Werke
- Die französische Kunst des Krieges. Übersetzt von Uli Wittmann, Luchterhand, München 2012, ISBN 978-3-6308-7402-9.
- Élucidations. 50 anecdotes. Éditions Gallimard, Paris 2013, ISBN 978-2-07-014205-7.
- Le Monde au XXIIe siècle, utopie pour après demain. PUF, Paris 2013, ISBN 978-2-13-063140-8.
- Son visage et le tien. Albin Michel, Paris 2014, ISBN 978-2-226-25698-0.
- La conquête des îles de la Terre Ferme. Gallimard, 2017, ISBN 978-2-072-82457-9.
- Jour de guerre, reliefs de 1914–18. Les Éditions du Toucan, Boulogne-Billancourt 2014, ISBN 978-2-8100-0604-5.